# Seznam stoletij
Strani posameznih stoletij vsebujejo desetletja in leta. Za različne razporeditve zgodovinskih dogodkov.
Za še zgodnejša obdobja glej geološka zgodovina, evolucijska zgodovina, pleistocen in paleolitik.
- 10. tisočletje pr. n. št.
- 9. tisočletje pr. n. št.
- 8. tisočletje pr. n. št.
- 7. tisočletje pr. n. št.
- 6. tisočletje pr. n. št.
- 5. tisočletje pr. n. št.
- 4. tisočletje pr. n. št.
- 3. tisočletje pr. n. št.
  - 30. stoletje pr. n. št.
  - 29. stoletje pr. n. št.
  - 28. stoletje pr. n. št.
  - 27. stoletje pr. n. št.
  - 26. stoletje pr. n. št.
  - 25. stoletje pr. n. št.
  - 24. stoletje pr. n. št.
  - 23. stoletje pr. n. št.
  - 22. stoletje pr. n. št.
  - 21. stoletje pr. n. št.
- 2. tisočletje pr. n. št.
  - 20. stoletje pr. n. št.
  - 19. stoletje pr. n. št.
  - 18. stoletje pr. n. št.
  - 17. stoletje pr. n. št.
  - 16. stoletje pr. n. št.
  - 15. stoletje pr. n. št.
  - 14. stoletje pr. n. št.
  - 13. stoletje pr. n. št.
  - 12. stoletje pr. n. št.
  - 11. stoletje pr. n. št.
- 1. tisočletje pr. n. št.
  - 10. stoletje pr. n. št.
  - 9. stoletje pr. n. št.
  - 8. stoletje pr. n. št.
  - 7. stoletje pr. n. št.
  - 6. stoletje pr. n. št.
  - 5. stoletje pr. n. št.
  - 4. stoletje pr. n. št.
  - 3. stoletje pr. n. št.
  - 2. stoletje pr. n. št.
  - 1. stoletje pr. n. št.
- 1. tisočletje
  - 1. stoletje
  - 2. stoletje
  - 3. stoletje
  - 4. stoletje
  - 5. stoletje
  - 6. stoletje
  - 7. stoletje
  - 8. stoletje
  - 9. stoletje
  - 10. stoletje
- 2. tisočletje
  - 11. stoletje
  - 12. stoletje
  - 13. stoletje
  - 14. stoletje
  - 15. stoletje
  - 16. stoletje
  - 17. stoletje
  - 18. stoletje
  - 19. stoletje
  - 20. stoletje
- 3. tisočletje
  - 21. stoletje
    - 201. desetletje
    - 202. desetletje
    - 203. desetletje

  - 22. stoletje
  - 23. stoletje
  - 24. stoletje
  - 25. stoletje
  - 26. stoletje
  - 27. stoletje
  - 28. stoletje
  - 29. stoletje
  - 30. stoletje